# Earl Lovelace
Earl Lovelace, né le 13 juillet 1935 à Toco (en) dans les îles de Trinité-et-Tobago, est un romancier, dramaturge et journaliste trinidadien.

## Biographie
Dès son enfance, il est élevé par ses grands-parents à Tobago, mais rejoint sa famille à Toco (en), sa ville natale, quand il a 11 ans. Sa famille déménage ensuite à Belmont, Port-d'Espagne, puis Morvant.
Il acquiert de l'expérience dans le domaine journalistique puisqu'il travaille pour le Trinidad Guardian (en) de 1953 à 1954. Il entre ensuite au Département des Forêts de 1954 à 1956, puis au Département de l'Agriculture des îles pendant dix ans.
Il fait des études supérieures aux États-Unis à l'université Howard de Washington, puis à l'université Johns-Hopkins de Baltimore où il obtient une maîtrise. Il enseigne ensuite dans plusieurs universités américaines avant de revenir à Trinité-et-Tobago en 1982 où il devient chroniqueur pour le Trinidad Express, en plus d'écrire des articles pour plusieurs magazines.
Il amorce sa carrière littéraire dès 1965 avec le roman While Gods are Falling.  
La notoriété lui vient toutefois en 1979 avec la parution de La Danse du dragon (The Dragon Can't Dance), un roman centré sur la vie d'Aldrick Prospect, un homme qui passe le plus clair de son temps à créer son costume de dragon pour le carnaval annuel. Les interactions d'Aldrick avec d'autres personnages qui vivent dans son quartier, notamment Fisheye, un voyou local, et Pariag, un Indien issu du milieu rural, sont évoquées en toile de fond d'une société trinidadienne qui se cherche. Aldrick et Fisheye, avec quelques autres individus, mettent finalement au point et exécutent un plan pour détourner un fourgon de police. Ils prennent alors deux policiers en otage, ce qui permet à l'auteur de s'interroger sur une communauté encore aux prises avec les tensions raciales et un lourd héritage colonial. 

## Œuvre

### Romans
- While Gods are Falling, 1965
- The Schoolmaster, 1968
- The Dragon Can't Dance, 1979 Publié en français sous le titre La Danse du dragon, traduit par Hélène Devaux, Monaco-Paris, Le Serpent à Plumes, coll. « Motifs », 1999, 318 p.  (ISBN 2-84261-129-2)
- The Wine of Astonishment, 1982
- The New Hardware Store, 1985
- Salt, 1996Publié en français sous le titre Le Sel, traduit par Alexis Bernaut & Thomas Chaumont, Le Temps des Cerises, coll. « Romans des libertés », 2018, 366 p.  (ISBN 978-2-37071-157-1)
- Is Just a Movie, 2011Publié en français sous le titre C'est juste un film, traduit par Alexis Bernaut & Thomas Chaumont, Le Temps des Cerises, coll. « Romans des libertés », 2017, 399 p.  (ISBN 978-2-37071-111-3)

### Recueil de nouvelles
- A Brief Conversion and Other Stories, 1988

### Théâtre
- Jestina's Calypso and Other Plays, 1984